# Joseph Dart
Joseph Dart (1799–1879) était un avocat et entrepreneur américain qui a mis au point le premier silo moderne permettant le développement de l'industrie agro-alimentaire américaine.

## Biographie
D'origine irlandaise et né à East Hampton, dans le Connecticut, en 1799, il s'installe à Buffalo, dans l'État de New York, en 1821. Ce n'est alors qu'un gros village de 2 000 habitants, où il s'investit dans le commerce des fourrures avec Joseph Stocking, au contact des Iroquois, dont il apprend le langage. Quatre ans après, le Canal Érié arrive à Buffalo, reliant les Grands Lacs à l'Atlantique, et facilitant le transport des marchandises, en particulier les céréales. Cependant, le canal était à cette époque très long, de 584 km, mais pour une largeur de seulement 12 m et une profondeur de 1,20 m. Les bateaux de commerce des Grands Lacs ne pouvaient, pour beaucoup d'entre eux, y circuler et il fallait décharger la marchandise à Buffalo pour l'installer sur des embarcations adaptées au gabarit du canal.
En 1842 à Buffalo, Joseph Dart et l'ingénieur écossais Robert Dunbar (en) (1812-1890) inventent et construisent le premier élévateur à grain (le Dart's Elevator (en)) permettant un stockage rapide du grain en hauteur grâce à un système de montage du grain par des godets. Tous deux reprennent un processus inventé par Oliver Evans en 1790, mais qui n'était pas utilisé pour les céréales, en le perfectionnant très fortement. Leur invention, actionnée par une machine à vapeur, répond à la nécessité d’accélérer le transbordement du grain entre les navires et de réduire le coût de l’opération. Avant elle, près de 500 Irlandais étaient affectés à ce travail fatigant. Par sa hauteur, leur silo rappelle aussi les techniques utilisées par les marchands de la Hanse, dans la mer Baltique, au Moyen Âge, mais il se distingue surtout par la possibilité de descendre directement le grain sur les navires. Robert Dunbar installera la machine ensuite à Liverpool, Hull, et Odessa, en Russie.
La cargaison d'un schooner de l'époque, soit 5 000 boisseaux de blé, peut être stockée entièrement, largement, ce qui assure aux vendeurs comme aux acheteurs que la quantité que chacun d'eux souhaite voir stockée le sera séparément. Le premier schooner à l'utiliser arrive le 12 juin 1843 et charge sans problème. Très vite, un navire peut faire deux aller-retours entre Buffalo et l'Ohio dans le même temps qu'il en faisait un avant, ramenant du sel en échange des céréales chargées à Buffalo. D'abord en bois, ce silo à grains devient métallique, et très vite, dans la région des Grands Lacs, il constitue une image emblématique du développement du système portuaire moderne. Dans l'année 1843, 70 navires l'utilisent. En 1847, des silos identiques sont installés à Brooklyn et Toledo puis en 1848 à Chicago, en 1851 à Oswedo, Fort Wayne et Detroit, et Milwaukee en 1853. Il faudra cependant attendre encore vingt ans pour le voir à la Nouvelle-Orléans.
En 1845, Joseph Dart se joint aux marchands de la ville pour fonder le Buffalo Board of Trade  (BBOT), dans le sillage de ce qui s'est fait à New York (1768), Baltimore (1821), Philadelphie (1833), La Nouvelle-Orléans (1834), Boston (1836) et Cincinnati (1839). Dès l'année suivante, Buffalo voit transiter 4 millions de boisseaux de blé, contre une moyenne de un a deux millions les huit années précédentes . Dans son numéro de septembre 1845 tentant d'évaluer la production déficitaire de blé britannique, l'European Times, repris par l'American farmer, effectuait déjà un pronostic de hausse de prix, sous réserve que les importations britanniques de blé de la Baltique, quelques mois plus tard, ne la remettent pas en cause.
En septembre 1846, la ligne de télégraphe arrive jusqu'à Buffalo. La plupart de ses utilisateurs sont des professionnels des céréales qui suivent de près l'activité dans les ports européennes et les famines sur le Vieux continent, que le silo de Dart (en) va aider à soulager, en facilitant les exportations américaines. Avant la ligne de télégraphe, les professionnels des céréales à Buffalo recouraient aux journaux de New York pour prendre leurs décisions et s'exposaient aux rumeurs. Son arrivée permet de réduire l'incertitude des opérateurs en leur donnant plus de visibilité sur le marché mondial et elle contribue à la dissémination de l'industrie céréalière dans la région, sous une forme plus décentralisée, sur le pourtour des Grands Lacs. Le télégraphe est ensuite étendu dans la vallée de l'Ohio, qui est maintenant commandée par Buffalo plutôt que la Nouvelle-Orléans. Les transactions se faisant par le télégraphe, à distance, les céréaliers prennent l'habitude d'établir des contrats à terme, basés sur le prix "futur" de chaque céréale, en particulier celle qui émerge dans les Grands Lacs, le maïs.
Le transport des céréales est accéléré et facilité sur le long terme, ce qui permet aux États-Unis de devenir une puissance exportatrice pour répondre également, à plus longue échéance, à l’élévation du niveau de la consommation, dans le monde, en particulier dans les pays d'Europe. En France par exemple, la consommation annuelle de froment per capita passe de 1,76 quintal en 1841-1850 à 2,45 quintaux en 1891-1900 .